# 張正元
張正元（?—?），福建省屏南縣人，清朝政治人物。同進士出身。
張正元為道光十二年（1832年）壬辰恩科三甲進士。道光十六年（1836年）由福建泉州府儒學教授調任臺灣府儒學教授。道光二十二年（1842年）上任漳州府儒學教授。